# انجیر معابد

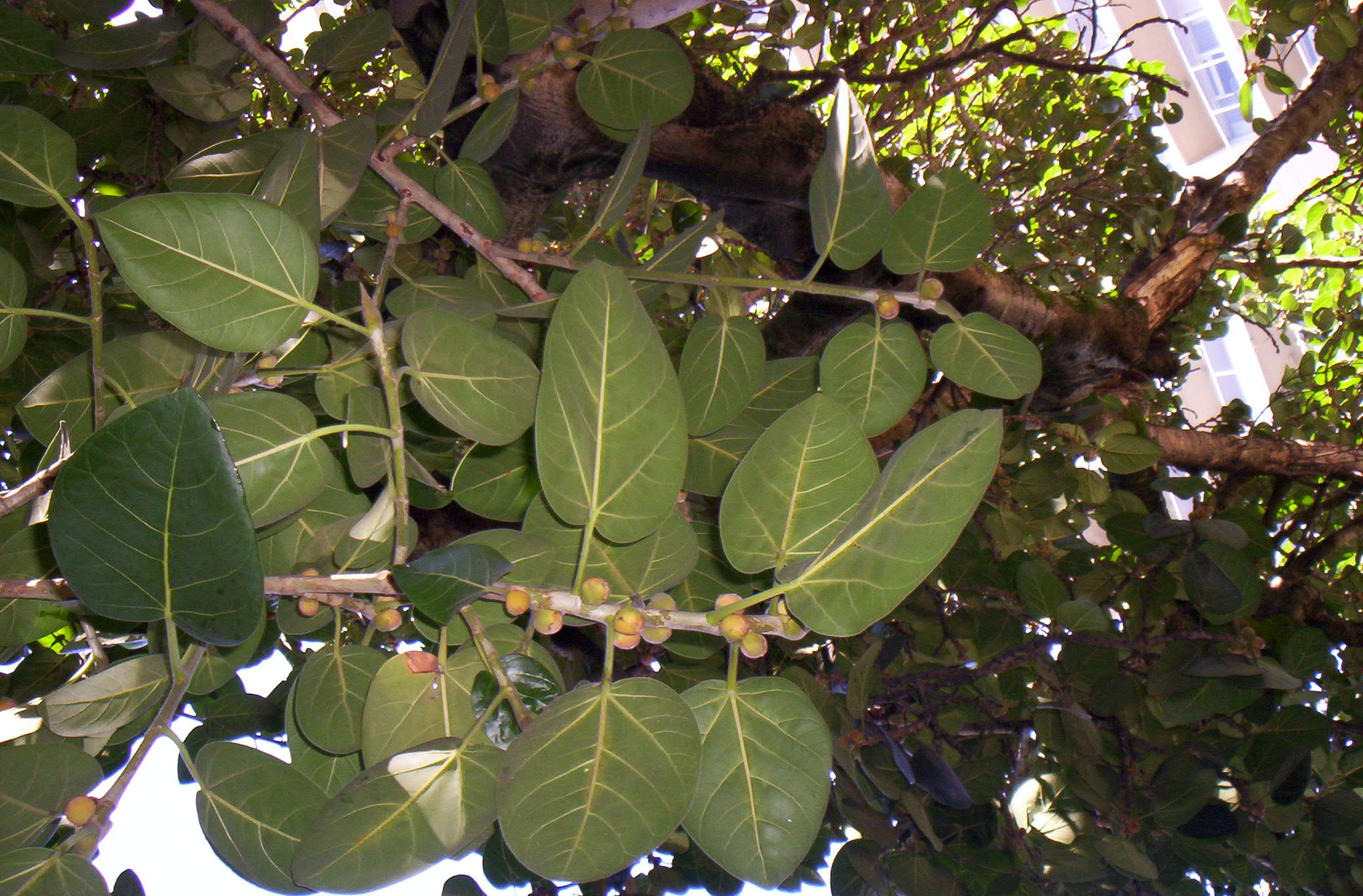

انجیر معابد (نام علمی: Ficus religiosa) یکی از بلندترین درختان جنگل‌های بارانی است و چرخه زندگی غیرمعمولی دارد. دانه‌های آن در درون فضله پرندگان بر روی درختان دیگر سقوط می‌کند. این دانه‌ها جوانه می‌آورند که ریشه‌هایش را به پایین به سمت زمین می‌فرستد. شاخه‌های گیاه تنه درخت میزبان را دربرگرفته به تدریج آن را خفه می‌کنند به همین دلیل به این درخت نام درخت خفه‌کننده را نیز داده‌اند. سپس درخت انجیر معابد بر روی پای خود می‌ایستد. این درخت در مناطق گرمسیری ایران هم رشد می‌کند و هم‌اکنون جزو پوشش گیاهی جزایر خلیج فارس است.

## انجیر معابد در هرمزگان و سیستان و بلوچستان
انجیر معابد در هرمزگان «لور» (loor) نامیده می‌شود. در مناطق مختلفی مانند بندرعباس، قشم و کیش و همچنین در چابهار و نیک شهر در استان سیستان و بلوچستان این درخت یافت می‌شود. عمر درختان لور کیش به حدود ۵۰۰ تا ۶۰۰ سال می‌رسد. یکی از زیباترین این درختان لور در جزیره قشم در تم سینتی (منطقه توریان) قرار دارد و در نزدیکی آن بقعه‌ای دیدنی با طرح معماری کهن به نام زیارت پیر واقع شده‌است.

## علت نامگذاری
نامگذاری این درخت به عنوان انجیر معابد به زمان بودا بر می‌گردد و دلیل آن وجود درخت انجیر مقدسی که بنا به اعتقاد بوداییان، سیذارتا گواتاما (مشهور به بودا) در زیر آن به مراقبه پرداخت و به روشن‌بینی رسید. در نمادشناسی مذهبی این درختان مقدس از روی برگهای قلبی شکل خود مورد شناسایی قرار می‌گیرند. مشهورترین این درختان، درخت انجیر مقدسی در معبد ماهابودی است که زمان کاشت آن به ۲۸۸ سال قبل از میلاد مسیح بازمی‌گردد و مستقیماً از درخت اصلی نشا زده شده‌است.

## نگارخانه

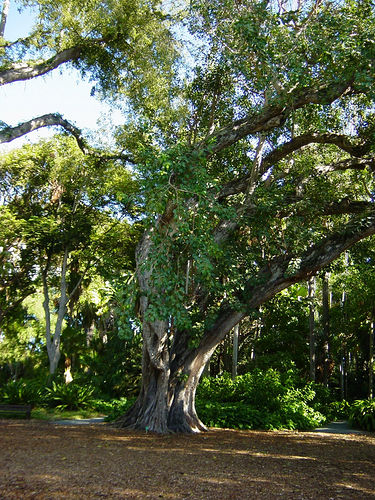
انجیر معابد در هاوایی
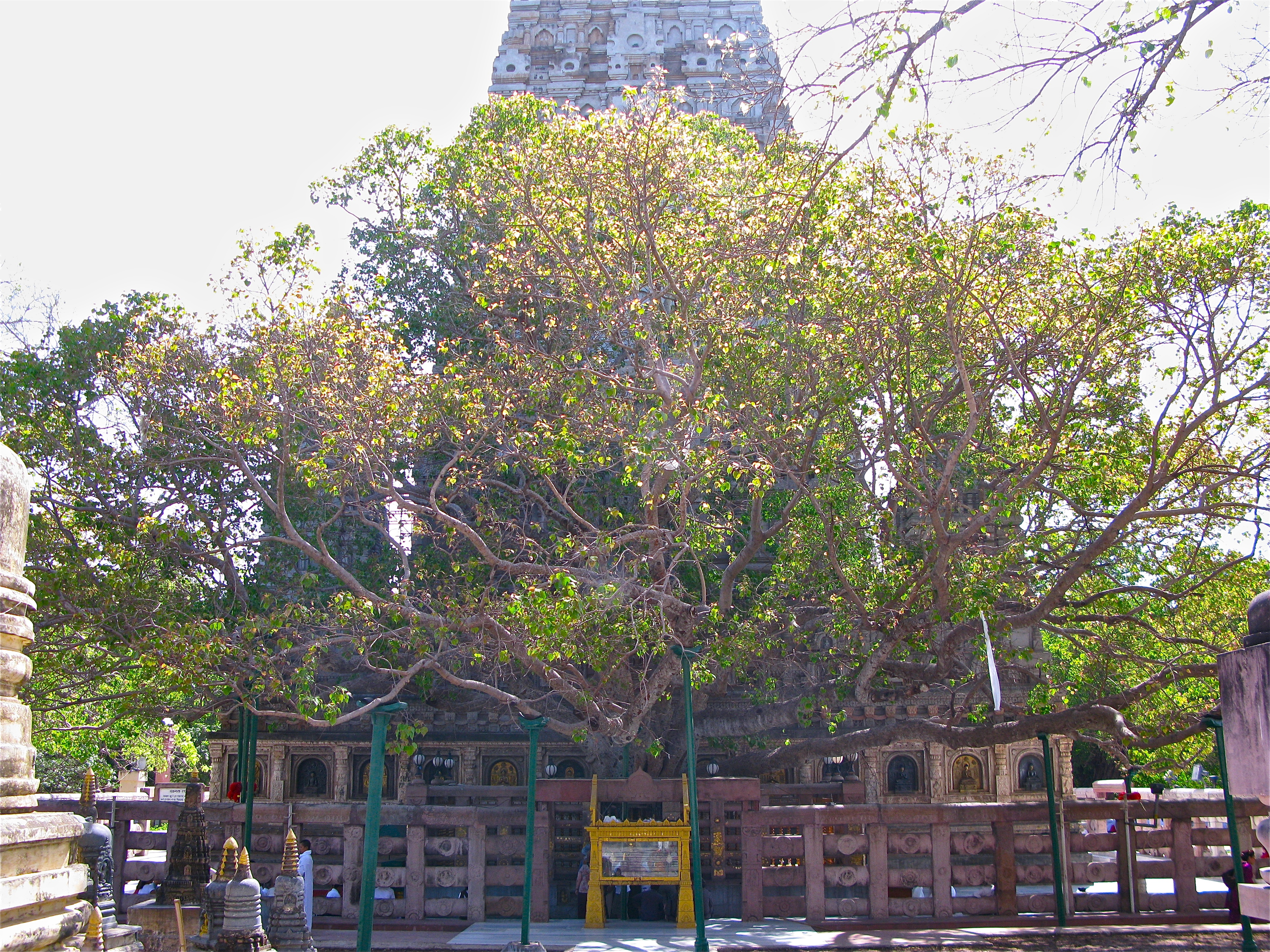
انجیر معابد در معبد سری ماهابودی
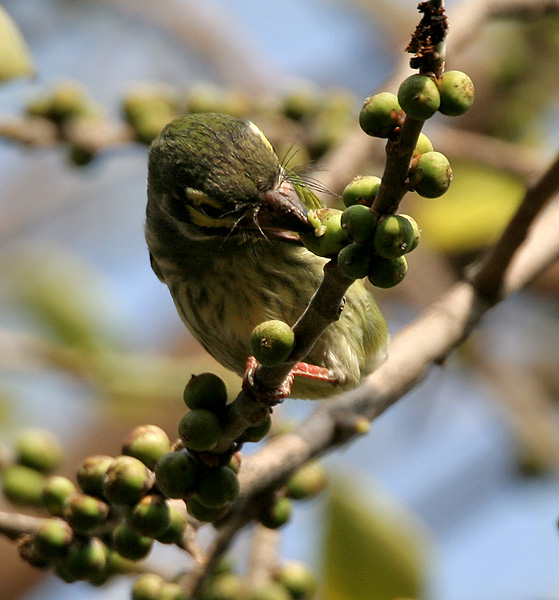
حیدرآباد (هند)
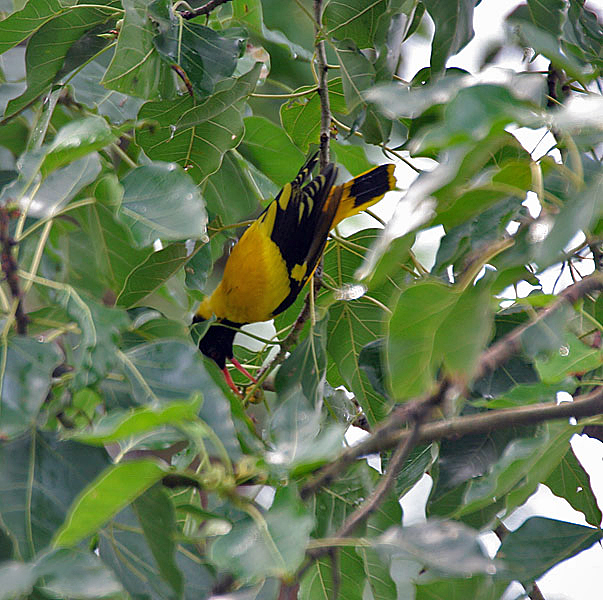
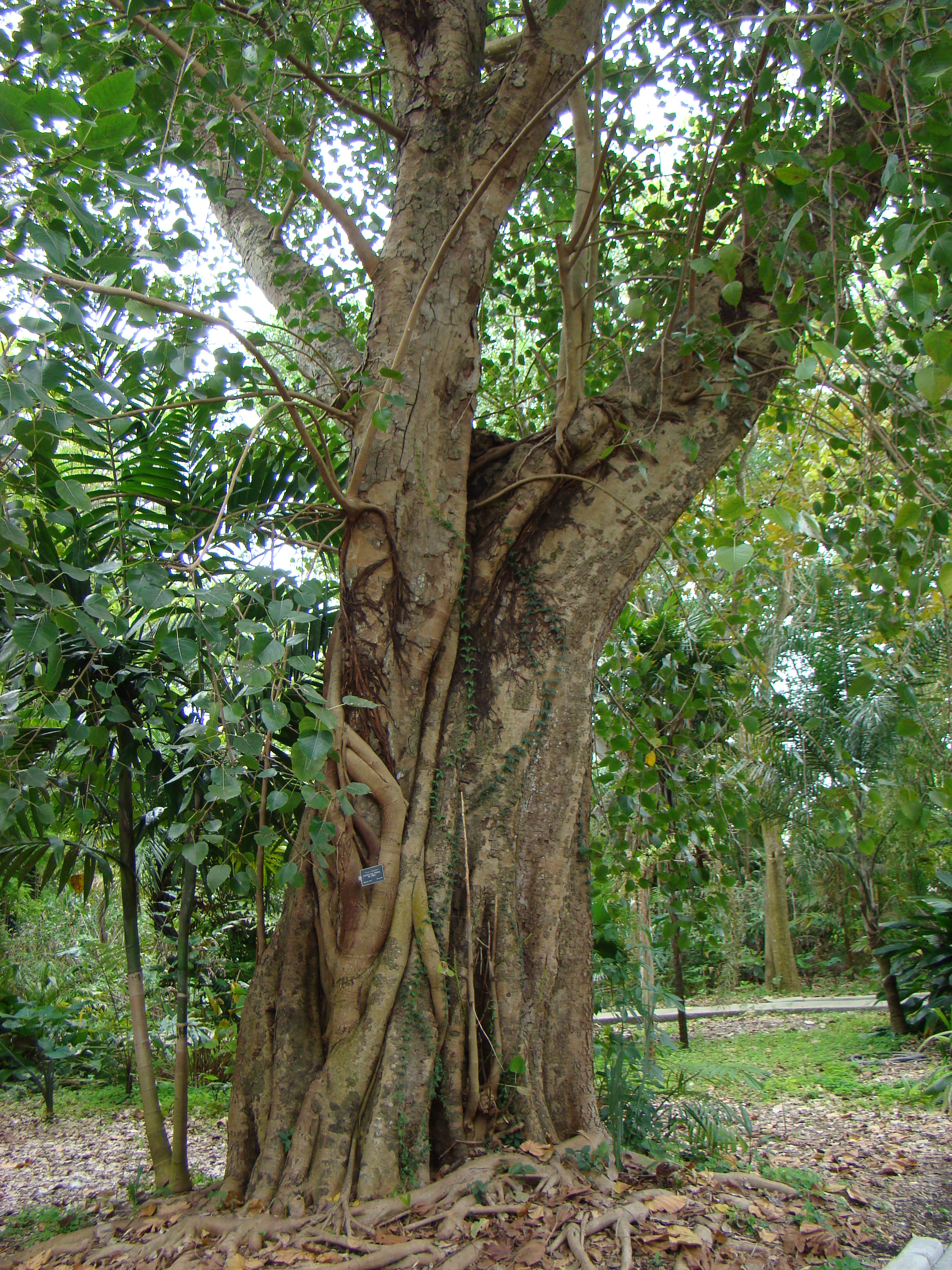
درخت در پارکی در فلوریدا